# Arwal
Arwal är en ort i Indien.   Den ligger i delstaten Bihar, i den nordöstra delen av landet, 800 km sydost om huvudstaden New Delhi. Arwal ligger 80 meter över havet och antalet invånare är 12 783.
Terrängen runt Arwal är mycket platt. Runt Arwal är det tätbefolkat, med 947 invånare per kvadratkilometer. Det finns inga andra samhällen i närheten. Trakten runt Arwal består till största delen av jordbruksmark.